# Acopa
Acopa is een geslacht van vlinders van de familie uilen (Noctuidae), uit de onderfamilie Hadeninae.

## Soorten
- A. carina Harvey, 1874
- A. perpallida Grote, 1878